# Córrego Confusão
O Córrego Confusão é curso de água do estado brasileiro de Minas Gerais. Sua nascente localiza-se no limite entre os municípios de Rio Paranaíba e São Gotardo. É um dos afluentes da margem direita do Rio Abaeté. O Córrego Confusão e o Rio Abaeté nascem próximos e correm paralelos para o norte em dois leves arcos até se encontrarem antes que o Rio Abaeté rume para nordeste desaguando no Rio São Francisco em sua margem esquerda.
A bacia do Córrego Confusão é extremamente relevante para o município de São Gotardo porque o Córrego Confusão é responsável pelo abastecimento de água da sede do município.
A nascente do córrego Confusão está em local de clima temperado, em chapada com altitudes acima de 1.200 metros e com predominância de latossolos na bacia. Esse conjunto de características favorece a formação de chuvas no local, porém em decorrência do manejo inadequado do solo – associado à supressão de vegetação nativa para fins de implantação de áreas de pastagem e de desenvolvimento de agricultura – houve uma intensificação dos processos erosivos ao longo dos anos, com consequente carreamento de sedimentos para os córregos e ribeirões. Esse cenário coloca em risco o abastecimento público.